# Lübbe Transport & Logistik
Die Lübbe Transport & Logistik GmbH ist ein deutsches Transport- und Logistikunternehmen, das sich auf Transporte von Flüssigkeiten im Futtermittel- und Lebensmittelbereich spezialisiert hat. Es verfügt über ein eigenes Tanklager für Futtermittelrohstoffe und nimmt im Kundenauftrag auch Mischungen von Futterfetten und deren Auslieferung vor. Das 1953 gegründete Speditionsunternehmen wird in der Rechtsform einer GmbH geführt, der Unternehmenssitz befindet sich seit Ende der 1950er Jahre in Bösel in Niedersachsen.
Das Unternehmen war in einen Futtermittelskandal („Dioxin-Skandal“) verwickelt, der Ende 2010 bekannt wurde und bei dem nach Behördenangaben vom schleswig-holsteinischen Chemieunternehmen Harles und Jentzsch GmbH mindestens 3.000 Tonnen dioxinbelastetes Futterfett zur Weiterverarbeitung an zahlreiche deutsche Futtermittelhersteller geliefert wurde.

## Unternehmen

### Geschichte
Das Speditionsunternehmen Lübbe wurde 1953, in der Nachkriegszeit, von Franz Lübbe in der damals noch eigenständigen Gemeinde Bethen im Landkreis Cloppenburg gegründet und transportierte im Nahverkehr Stück- und Schüttgüter sowie Sackwaren. 1957 übersiedelte der Betrieb nach Bösel und führte von dort aus auch Transporte zu und von den Hafenstädten Bremen und Brake aus, in denen viel Getreide umgeschlagen wurde. Im Jahr 1960 zog das Unternehmen innerhalb von Bösel auf ein größeres Firmengelände um; damals wurden neben Getreide und Futtermitteln auch Baustoffe transportiert. 1975 wurde der erste Lebensmitteltank-Auflieger angeschafft, und in den darauffolgenden Jahren trennte sich der Speditionsbetrieb von Schüttgut- und Ladungsverkehren. Es erfolgte eine Spezialisierung auf den Transport von Flüssigkeiten, so dass nach und nach nur noch Tankauflieger angeschafft wurden.
Seit Dezember 1984 firmierte das Unternehmen als Spedition Lübbe OHG. Im Jahr 1985 legte der Unternehmensgründer, Franz Lübbe, die Geschäftsführung nieder und übertrug sie an seine Söhne Ewald Lübbe (* 1948) und Franz-Josef Lübbe (* 1947). Die Fahrzeugflotte wurde beständig vergrößert, und auf dem Firmengelände erfolgten erste Mischungen von Futterfetten, die in Südoldenburg ausgeliefert wurden. Aufgrund des wachsenden Fuhrparks und der steigenden Menge an Futterfetten wurde dann das 1,0 ha große heutige Firmengelände im Böseler Gewerbegebiet Osterloh erworben. Der Umzug in die dort neu errichteten Betriebsgebäude erfolgte im Jahr 1993; zu dieser Zeit umfasste der Fuhrpark 15 Sattelzugmaschinen und 18 Tankauflieger. Um der gestiegenen Nachfrage nach Futterfetten nachkommen zu können, wurde auf dem Gelände ein Tanklager errichtet, das zunächst aus 5 Tanks mit jeweils 32.000 Liter Fassungsvermögen bestand. Von diesen Tanks wurde und wird heute noch ein Tankbehälter nur als Misch- und Verladetank genutzt.
Von 1993 bis 2008 wurden der Fuhrpark weiter ausgebaut und das Tanklager erweitert. Der Familienbetrieb firmierte unterdessen als Lübbe Transport & Logistik GmbH. Im Mai 2009 wurde die Geschäftsführung von Ewald und Franz-Josef Lübbe auf Jörg und Dirk Lübbe übertragen. Die Liquidation der Spedition Lübbe OHG wurde 2009 abgeschlossen und die OHG wurde im Juli 2009 aufgelöst.

### Unternehmensprofil
Lübbe Transport & Logistik führt im Kundenauftrag international Tankwagentransporte durch. Einen Schwerpunkt bildet die Lieferung von Futterfetten, wozu auch die Lagerung von Rohstoffen und deren Vermischung im Kundenauftrag gehören. Der Standort des Unternehmens – die Gemeinde Bösel im Landkreis Cloppenburg – liegt im Oldenburger Münsterland („Südoldenburg“), einer bis heute vor allem landwirtschaftlich geprägten Region in Niedersachsen mit der größten Dichte an Geflügel-, Schweine- und Rinderzuchtbetrieben (Massentierhaltung) in Deutschland und entsprechend hoher Nachfrage an Futtermitteln.
Der Fuhrpark besteht gegenwärtig aus 36 Sattelzugmaschinen und 44 Sattelauflieger (Tankwagen). Die Tankauflieger sind mit isolierten Edelstahltanks ausgestattet, von denen fast alle über eine Unterwegsbeheizung verfügen, um größere Temperaturschwankungen des Füllguts zu vermeiden. Einige Auflieger sind zudem mit einer Lebensmittelpumpe ausgestattet.
Das Tanklager umfasst derzeit 14 Tanks mit einem Gesamtvolumen von 480 Tonnen. Hierzu gehört auch eine Rühr- und Mischstation für Futterfette. Der wöchentliche Umschlag belief sich im Jahr 2010 auf 400 bis 500 Tonnen.
Im Mai 2009 wurde die Geschäftsführung auf die dritte Generation übertragen, und das Unternehmen wird seitdem von Jörg Lübbe (* 1973) und Dirk Lübbe (* 1970) als gemeinsame Geschäftsführer geleitet.
Das Unternehmen ist seit 2003 nach der Qualitätsmanagement-Norm DIN EN ISO 9001:2008 zertifiziert, inklusive HACCP-Konzept und GMP.

### Tätigkeitsbereich
Im eigenen Tanklager werden im Kundenauftrag Rohstoffe für die Herstellung von Futtermitteln (Futterfetten) gelagert, kommissioniert und zu verschiedenen Futterfettarten gemischt sowie anschließend zu den Kunden ausgeliefert. Neben diesen „Futterfetten und -ölen“ transportiert das Unternehmen nach eigenen Angaben alle Arten von „flüssigen, technischen und nicht gefährlichen Gütern“, wie zum Beispiel „Rohstoffe für die Seifen- und Waschmittelindustrie, medizinisches Weißöl, Leinöl, Holzöl, Rizinusöl und Glycerin“.
Außerdem werden nach eigenen Aussagen „alle Arten von flüssig transportierbaren Lebensmitteln“ befördert, wie beispielsweise „Margarine, Back- und Bratfette, Schokolade, Fettglasur, Wein, Milch- und Milchprodukte, Flüssigei, Orangensaftkonzentrat, Apfelsaft, rohe Öle und sonstige Rohstoffe für die Lebensmittelindustrie“. Darüber hinaus führt Lübbe Transport & Logistik auch Transporte von „koscheren Ladungen“ gemäß den Auflagen einer Koscher-Zertifizierungsgesellschaft durch, von der das Unternehmen regelmäßig auditiert wird.
Die Tankauflieger und der sonstige Fuhrpark werden regelmäßig in einer eigenen Reinigungsstraße gereinigt, die nach den Anforderungen der Chemie- und Lebensmittelindustrie ausgestattet ist. Teils werden auch Tankreinigungen für Dritte ausgeführt.

### Zusammenarbeit mitHarles und Jentzsch

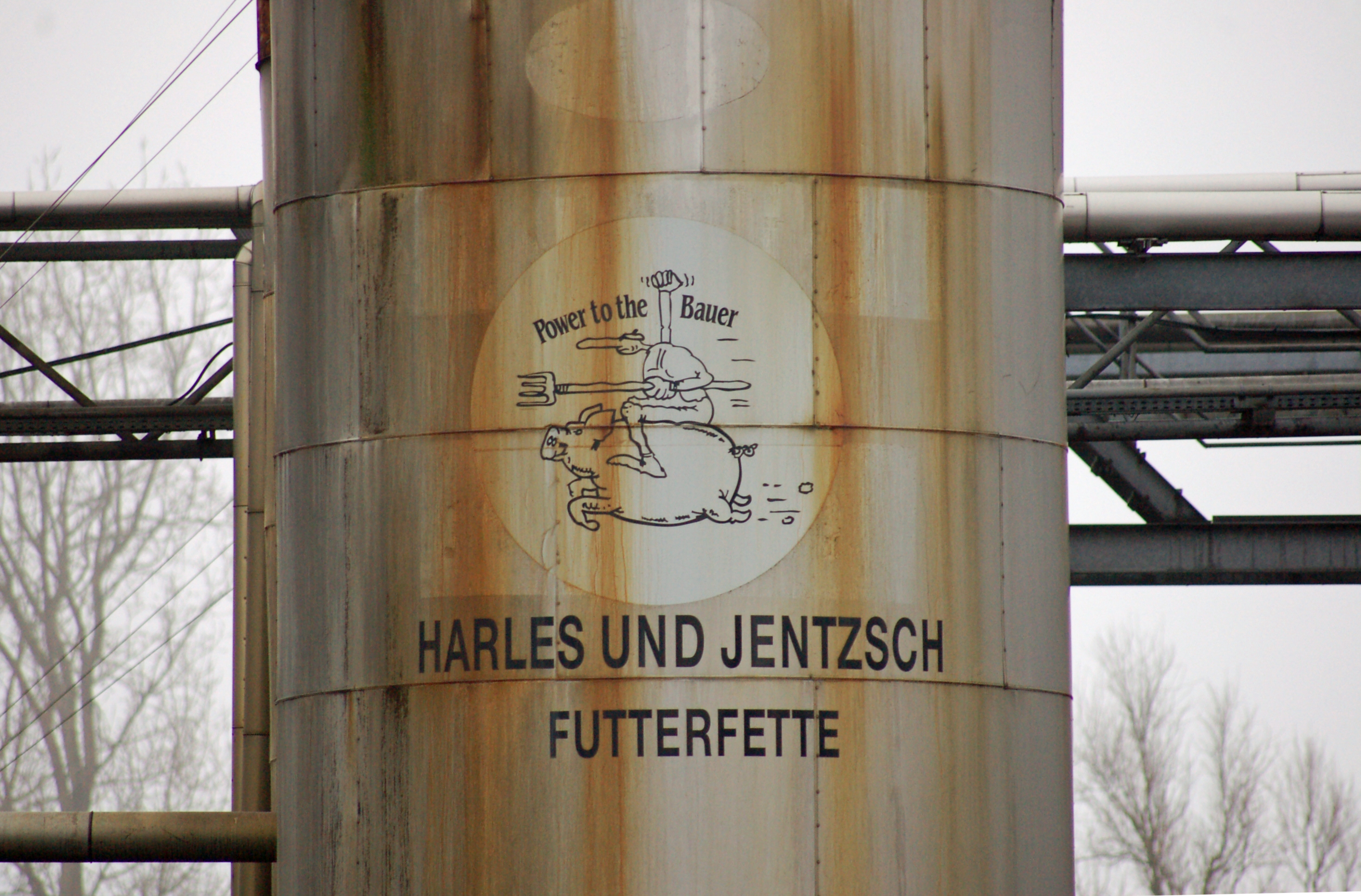
Lagertank auf dem Betriebsgelände von Harles und Jentzsch in Uetersen (2011)

Mindestens seit 1985 bestehen geschäftliche Verbindungen zu dem Chemieunternehmen Harles und Jentzsch, das in Uetersen in Schleswig-Holstein ansässig ist und das sich auf die Verarbeitung und den Vertrieb tierischer und pflanzlicher Öle/Fette sowie deren Derivate spezialisiert hat. Harles und Jentzsch stellt Futterfette als Futtermittel beziehungsweise Mischfutter-Bestandteil für den Agrarbereich sowie Chemiefette als technische Chemikalien für die Papierindustrie und die Chemische Industrie her.
Seit Mitte der 1980er Jahre wurde die in der absatzträchtigen Region „Südoldenburg“ ansässige Spedition Lübbe von Harles und Jentzsch in zunehmendem Umfang mit der Mischung und Auslieferung von Futterfetten beauftragt, in den 1990er Jahren kamen auch die Rohstofflagerung für die Futterfettherstellung und deren Vermischung sowie die Vorratslagerung von Futterfetten hinzu.
Im Rahmen dieser Zusammenarbeit wurde gegen Ende 2010 bekannt, dass das Uetersener Chemieunternehmen Harles und Jentzsch im November und Dezember 2010 mindestens 3.000 Tonnen dioxinbelastetes Futterfett aus angeliefertem, belastetem Fett hergestellt und zur Weiterverarbeitung an Futtermittelhersteller in ganz Deutschland vertrieben hat. Die Rohstofflagerung sowie Vermischung und Auslieferung dieser Futterfette erfolgten nach den bisherigen Ermittlungen der Behörden durch Lübbe Transport & Logistik, die als Auftragnehmer von Harles und Jentzsch handelte.
Ab Anfang Januar 2011 untersuchten die Staatsanwaltschaften in Itzehoe und Oldenburg Verstöße gegen das Lebens- und Futtermittelrecht. Im Rahmen der Ermittlungen wurden auch Durchsuchungen in Uetersen und Bösel vorgenommen. Ein Sprecher des Niedersächsischen Landwirtschaftsministeriums sagte, dass die Spedition Lübbe keine Genehmigung gehabt habe, Fette für die Futtermittelherstellung zu lagern und zu mischen. Das Unternehmen wies die Vorwürfe zurück.
Im April 2011 wurde das staatsanwaltschaftliche Ermittlungsverfahren gegen die beiden Geschäftsführer des Unternehmens eingestellt.